# Curtonotum helvum
Curtonotum helvum är en tvåvingeart som först beskrevs av Friedrich Hermann Loew 1862.  Curtonotum helvum ingår i släktet Curtonotum och familjen Curtonotidae. Inga underarter finns listade i Catalogue of Life.